# Tonči Gabrić
Tonči Gabrić (* 11. November 1961 in Split, SFR Jugoslawien; † vor dem oder am 28. Oktober 2024) war ein jugoslawischer bzw. kroatischer Fußballtorhüter und kroatischer Torwarttrainer.
Der Vater von Drago Gabrić war zuletzt Torwarttrainer bei Hajduk Split und Scout in der kroatischen Nationalmannschaft.

## Laufbahn als Spieler
Gabrić begann seine Karriere in der Spielzeit 1979/80 beim RNK Split in der dritten jugoslawischen Liga. 1981/82 hatte er acht Einsätze für NK Solin in der zweiten Liga, nach seiner Rückkehr nach Split gelang ihm dort 1984 als Stammtorhüter der Aufstieg in die zweite Liga Jugoslawiens. 1985 wechselte er zu Čelik Zenica in die erste Liga und brachte es dort 1985/86 auf 24 Einsätze.
Nach seinem Wechsel zu Hajduk Split im Jahre 1986 konnte er sich dort nicht gegen Zoran Varvodić durchsetzen und spielte von 1988 bis 1991 beim Ligakonkurrenten NK Rijeka, wo er zur „Nummer Eins“ aufstieg.
Während des Kroatienkrieges spielte er in Griechenland für PAOK Thessaloniki, bevor er 1993 in die neu geschaffene erste kroatische Liga wechselte, zunächst für eine Spielzeit zum NK Pazinka Pazin und von 1994 bis 1999 schließlich zu Hajduk Split.
Seit der Unabhängigkeit Kroatiens war er auch Ersatz von Dražen Ladić in der kroatischen Nationalmannschaft und stand im Kader der Europameisterschaft 1996.
Erfolge
- Kroatischer Meister: 1995 (17 Einsätze)
- Kroatischer Pokalsieger: 1995

## Persönliches
Seine beiden Kinder, die Zwillinge Drago und Paškvalina Gabrić, spielten ebenfalls Fußball.